# Přehrada Santa Chiara
Přehrada Santa Chiara je unikátní technické dílo na řece Tirso na Sardinii. Na začátku své historie byla nejvyšší přehradou na světě a vytvořila nejrozlehlejší přehradní jezero v Evropě. Světovou premiérou bylo využití odolnosti klenby proti tlaku vody u tak velikého díla. Její součástí byla první průmyslová elektrárna na Sardinii. Impozantní dílo italského vodního stavitelství navštívil italský král Viktor Emanuel III. i diktátor Benito Mussolini. Od roku 1997 je většina díla ponořena v nádrži přehrady Eleonora d'Arborea.

## Historie
Řeka Tirso je největším tokem na Sardinii. Prochází středem ostrova a na středním a nižším povodí se rozlévala v širokých pánvích během mocných a pravidelně katastrofálních povodní. Po opadu vod se zde krajina během roku měnila ve vyprahlé suchem popraskané pozemky, či vysychající močály, které byly zdroji epidemií malárie. Meliorační projekty se objevily již v 60. letech 19. století ale většina z nich zůstala jen na papíře. Ke změně došlo až začátkem 20. století s příchodem stavitele a socialistického politika Ing. Angela Omodea. Přitahována jeho programem výstavby víceúčelových hrází otevřela Banca Commerciale Italiana v roce 1906 pobočku v Cagliari. Brzy se objevil i kapitál ze zámoří.

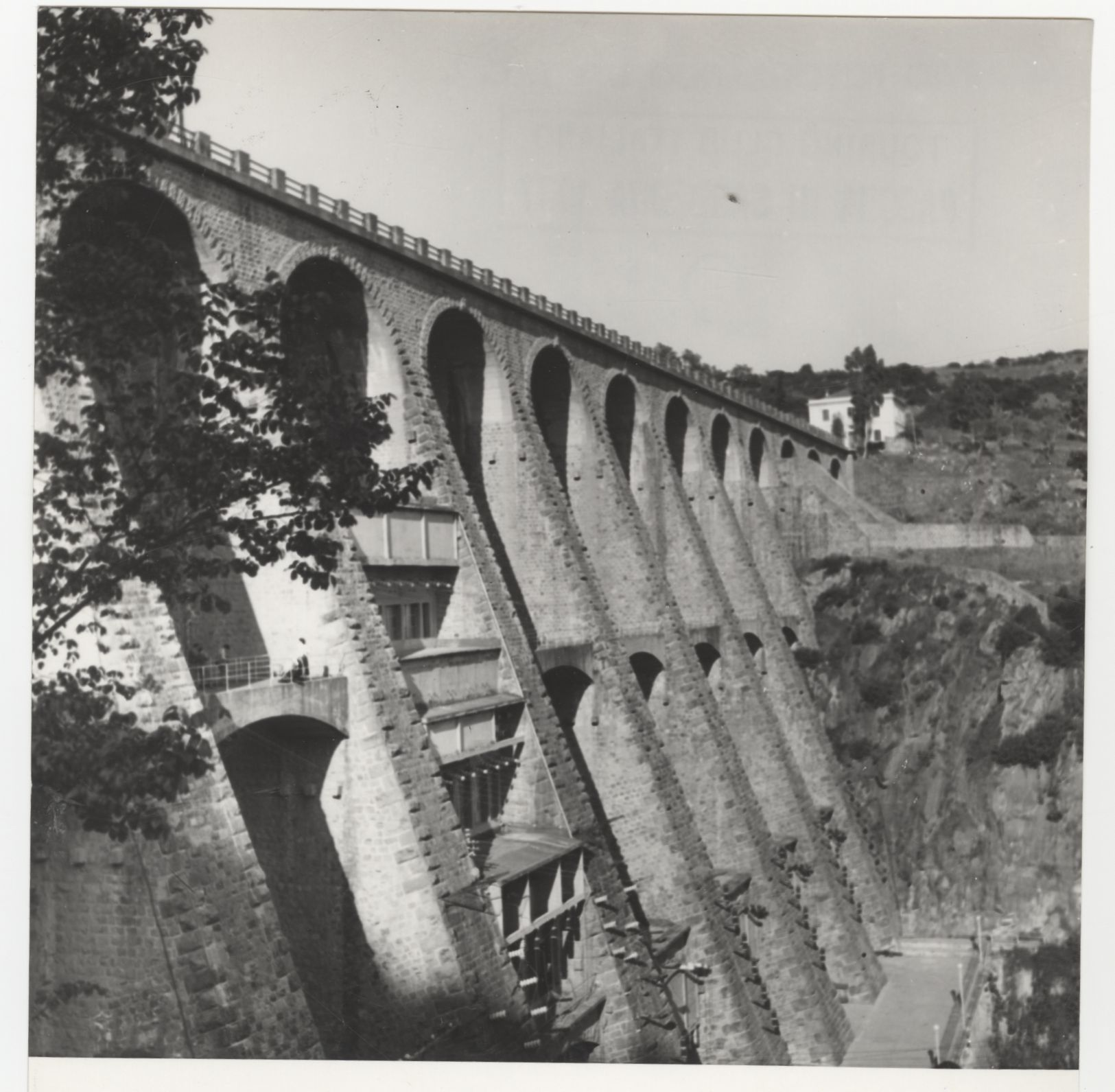
Pohled z roku 1957

V prvních projektech se objevovaly hráze o výšce mezi 30 až 40 m v počtu tří až čtyř. Definitivní projekt byl schválen až v roce 1920. O místě se však nepochybovalo, a tak mohly první geodetické práce a vytváření infrastruktury začít již v roce 1914. Práce na samotném staveništi začaly v roce 1917. Sardinie jako nejchudší italský region dodávala největší procento mužů na frontu Velké války. Prvními mužskými dělníky bylo 400 rakouských zajatců, mužskou pracovní sílu nahrazovaly ženy z širokého okolí. Nedostatek kvalifikované pracní síly byl v počátcích hlavní brzdou pracovního tempa spolu s množstvím rakouských ponorek na lodních trasách. Dodávky materiálu i strojů tak byly nespolehlivé a často neúplné. Nedostatečné byly dodávky uhlí, benzínu a výbušnin. Železniční doprava byla omezena vyřazením lokomotiv s kotli propálenými místním lignitem. Staveniště bylo daleko od obydlených center, železnic, silnic a bez pitných zdrojů. Nad všemi obtížemi vynikala malárie, mezi jejíž oběti se zařadil i jeden z autorů klenbového řešení Ing. Andrea Pertoldeo.

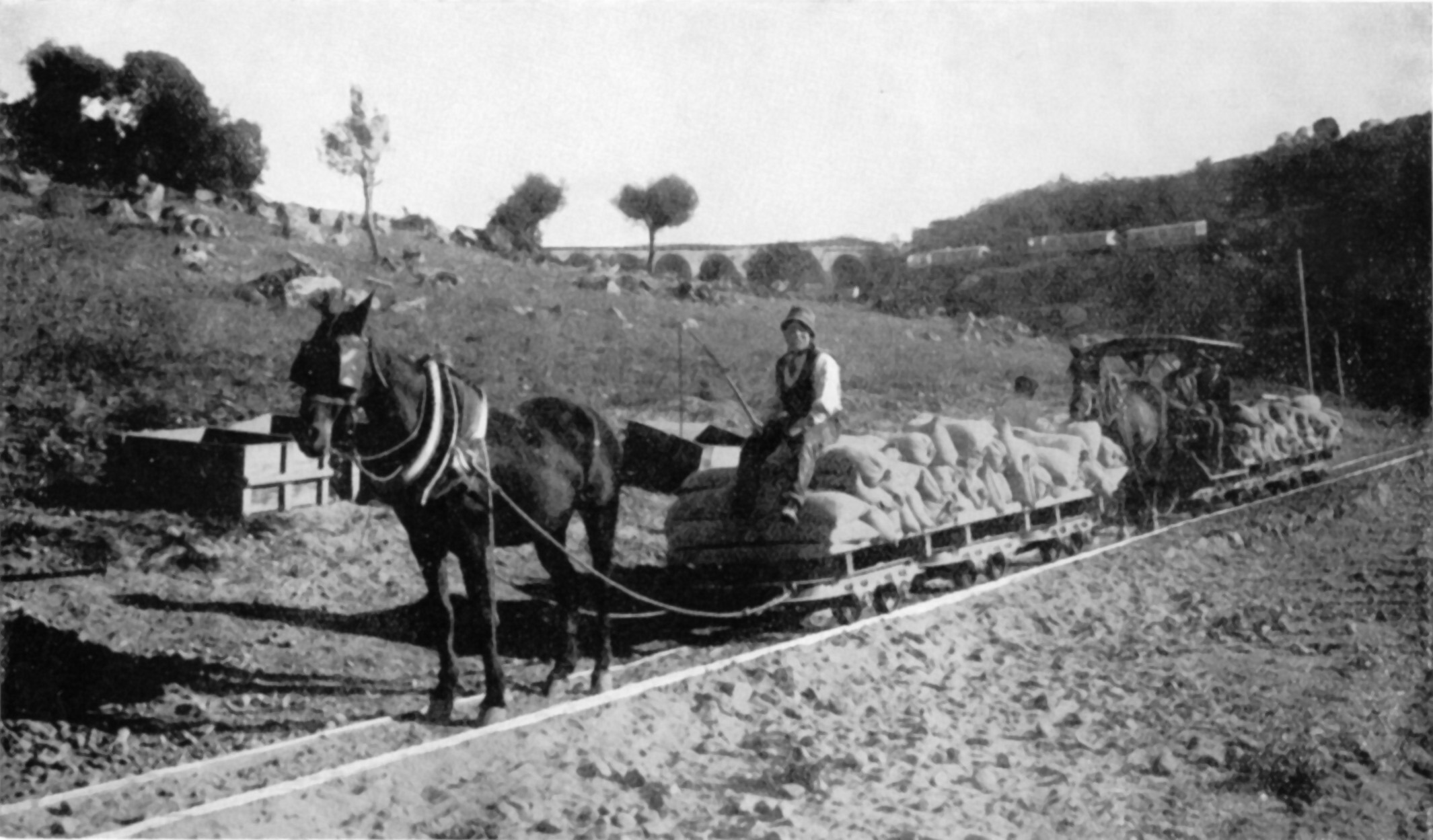
Doprava materiálu v roce 1919

S příchodem dělníků z fronty se práce výrazně urychlily a samotná přehrada s elektrárnou vyrostla mezi lety 1918 -1923. V oblasti zátopy se ocitla vesnice s románským kostelem z roku 1291. Stavení vesnice byla rozbořena, kostel po částech přenesen na bezpečné místo. Pod vodou jezera se ocitlo mnoho archeologických památek a zkamenělý les z doby před 20 000 lety. Přehrada a elektrárna Santa Chiara byla slavnostně otevřena 28. dubna 1924 za přítomnosti krále Viktora Emanuela III. Průvodcem krále byl ředitel stavby Ing. Giulio Dolcetta.  
Hlavní náměstí nedalekého městečka Ula Tirso nese jméno Giulia Dolcetta, přehradní jezero dostalo jméno Omodeo a jméno Andrea Pertoldeo je připomenuto na bronzové desce na pravé straně hráze.

### Vývoj projektu přehrady
Původní návrh Omodeův z roku 1915 počítal s tížní betonovou hrází. Během příprav staveniště však ve světě vznikaly první menší obloukové přehrady, v roce 1920 byla první klenutá hráz postavena v Itálii u Riolunata. Při poměru šířky a výšky přehrady Santa Chiara by však obloukový systém ztratil výhodu úspory materiálu potřebou velikého poloměru. Řešení úspory přes 25 % nákladů na materiál nabídl v roce 1920 Ing. Luis Kambo v podobě více obloukového systému. Při výšce 70 m se jednalo o jedinečný projekt, který později přehradu zařadil mezi obdivovaná a inspirativní technická díla doby.  

### Letecké útoky na přehradu
Během druhé světové války se přehrada ocitla v zájmu nepřátelských sil. 20 MW elektrárny nepředstavovalo významný příspěvek k italské zbrojní výrobě, cílem byla především psychologie útoku na hráz, která byla pýchou Itálie. V noci 2. února 1941 zaútočila na přehradu torpédová letadla z britské letadlové lodi Ark Royal. Tři letadla za špatného počasí nenašla cíl, čtyři se setkala se silnou protiletadlovou ochranou. Jeden letoun byl sestřelen a posádka katapultována a zajata. Dvě shozená torpéda vybuchla na březích, jedno torpédo s vadnou vrtulí se pomalu zavrtalo do bahna, aniž explodovalo.
26. května 1943 byl proveden na elektrárnu útok bombový, jedna puma poničila ochoz nad vodní hladinou.

### Zánik
Po tragédii na Vajontu v roce 1963 došlo ke zpřísnění dohledu nad stabilitou všech vodních děl v zemi. Přehrada Santa Chiara neprošla inspekcí. Z bezpečnostních důvodů byla zhruba polovinu objemu jezera vypuštěna. Výkon elektrárny klesl na polovinu, rostoucí poptávce po vodě od průmyslového i zemědělského sektoru nedokázalo přehradní jezero čelit. Řešení přinesla výstavba nového díla asi 4,5 km po proudu od přehrady Santa Chiara. 23. ledna 1997 byla slavnostně otevřena nová stometrová přehrada Eleonora d’Arborea, která zdvojnásobila kapacitu původního jezera. Legendární přehrada Santa Chiara byla opuštěna a ocitla se ponořena v jezeře, které sama kdysi začala vytvářet.

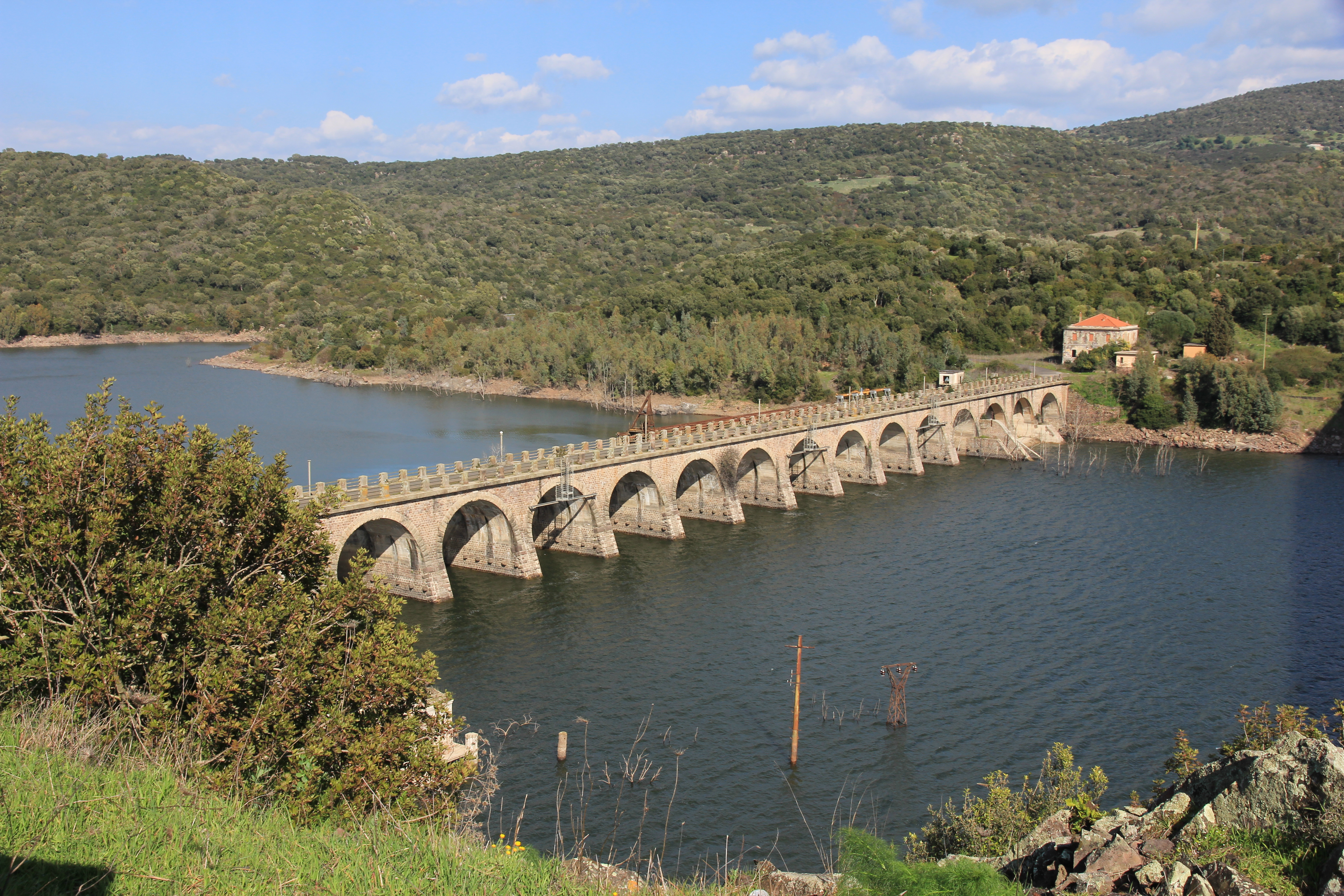
Panoráma proti vodě
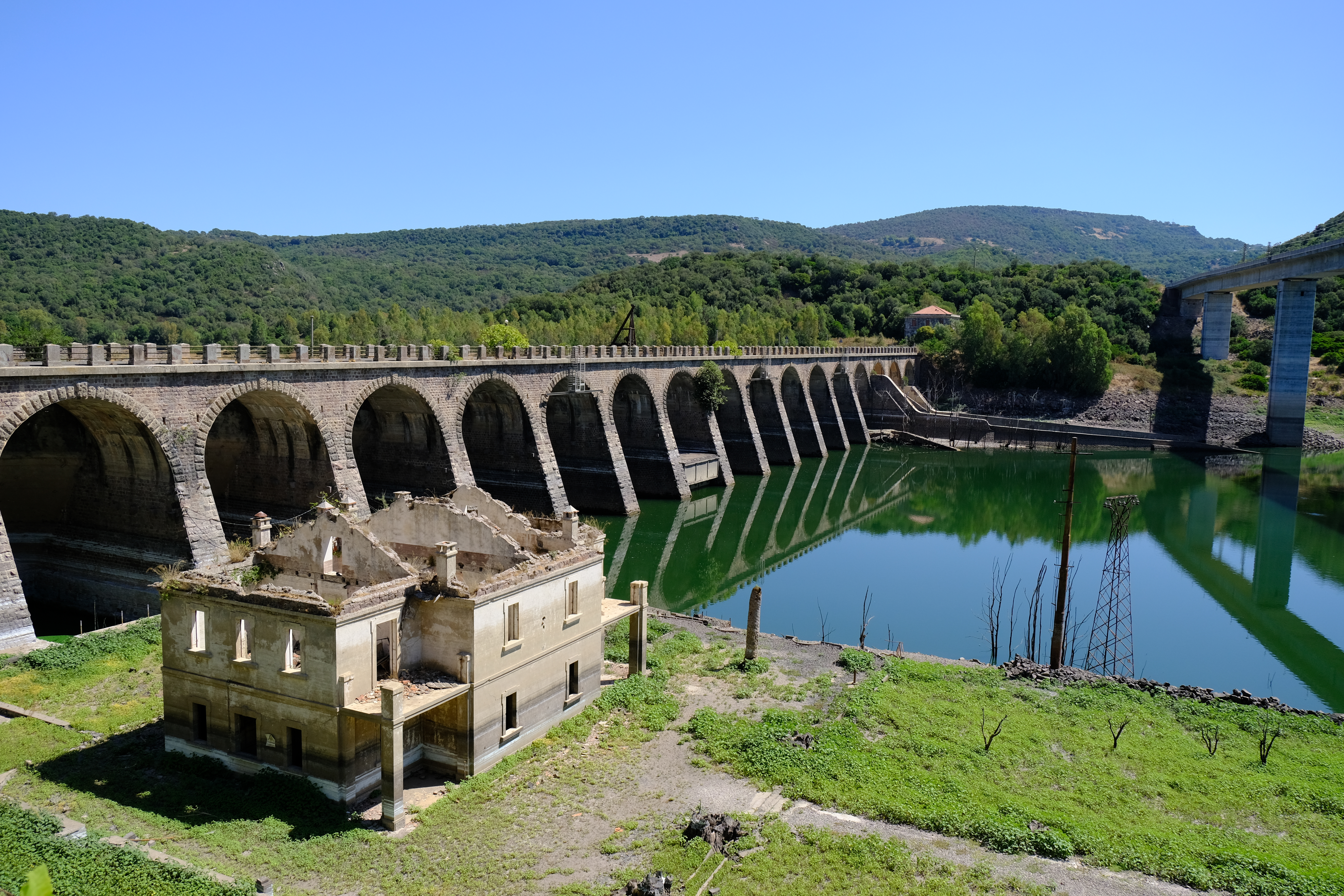
Domek za nízkého stavu
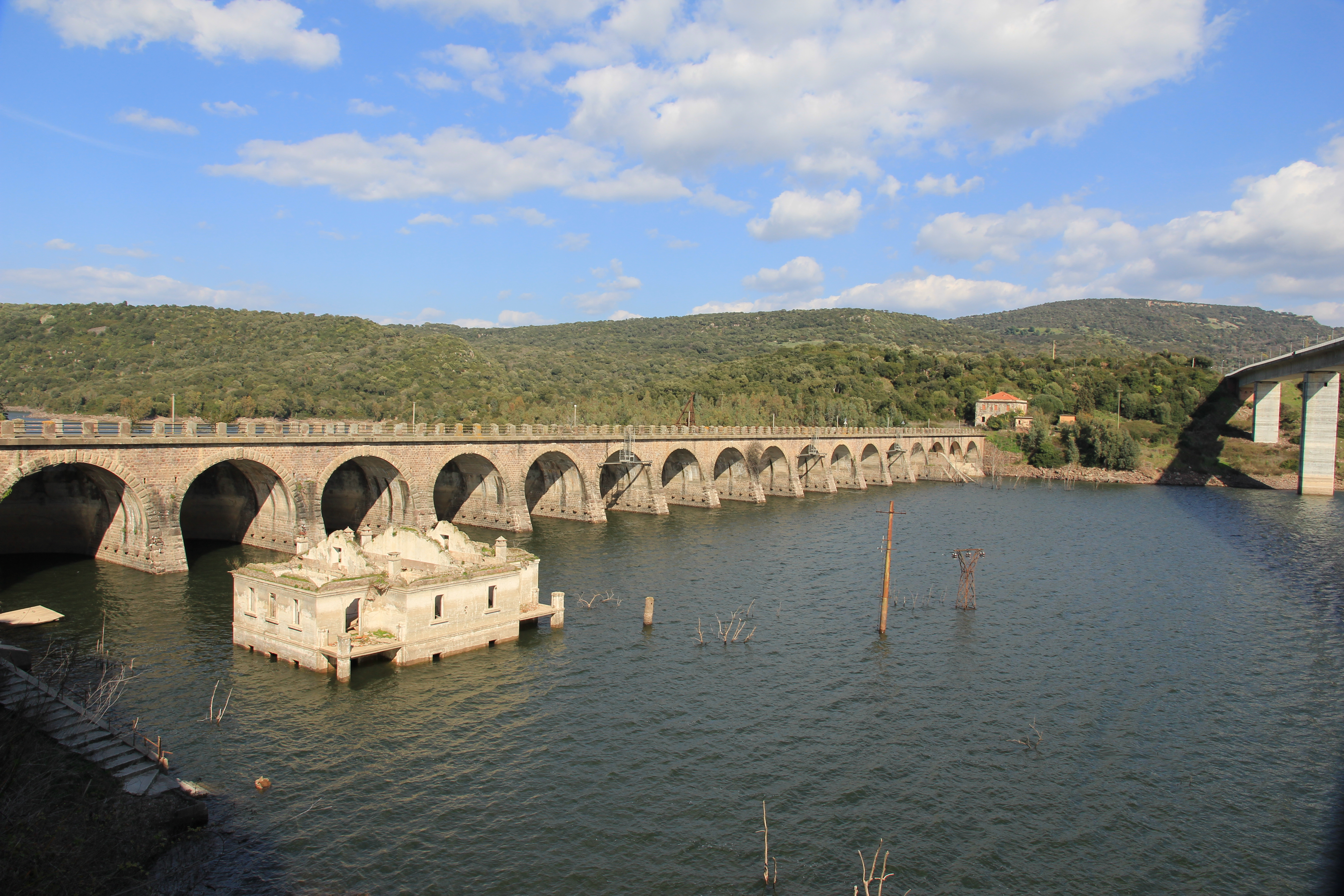
Domek za vyšší hladiny
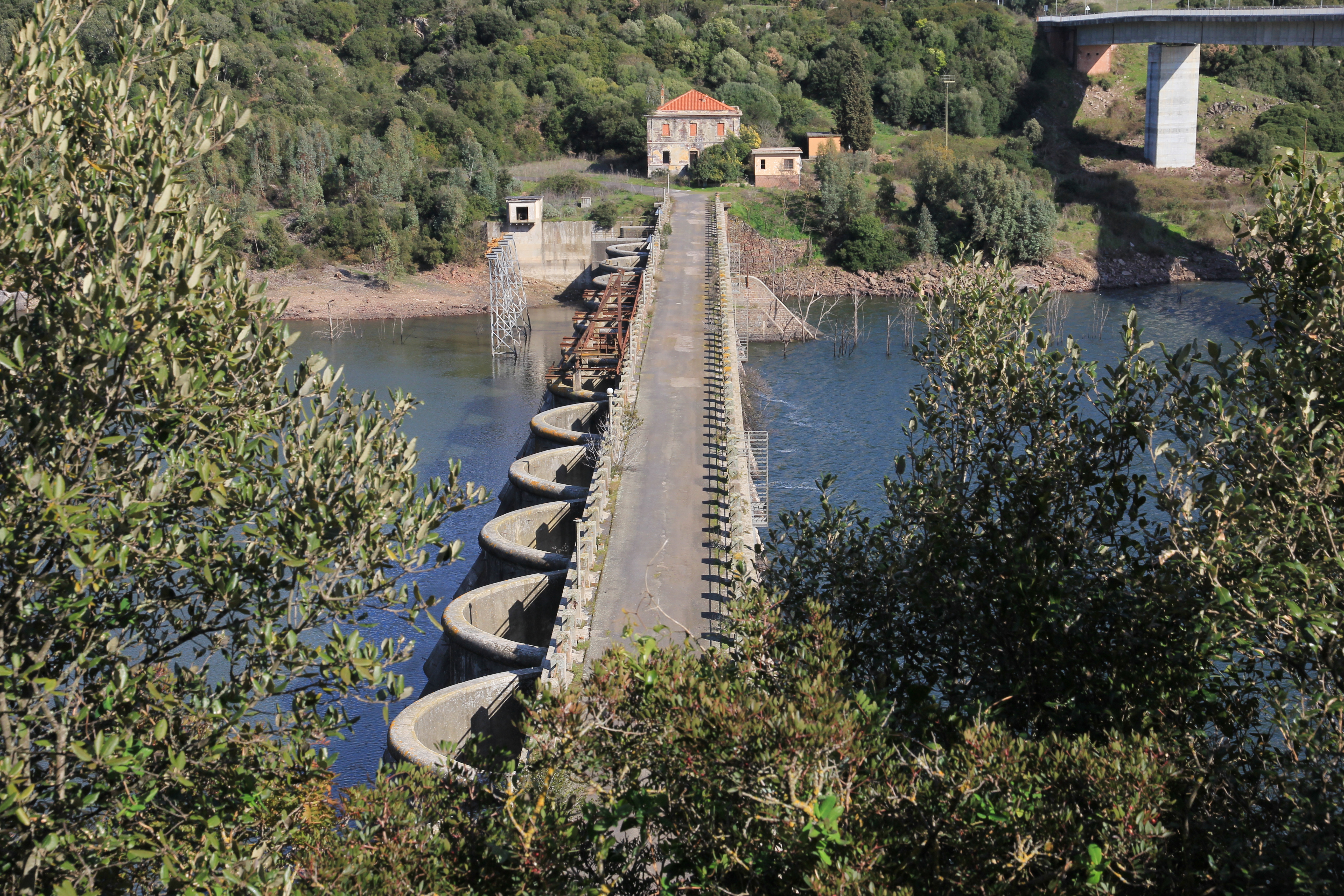
Přehlídka kleneb
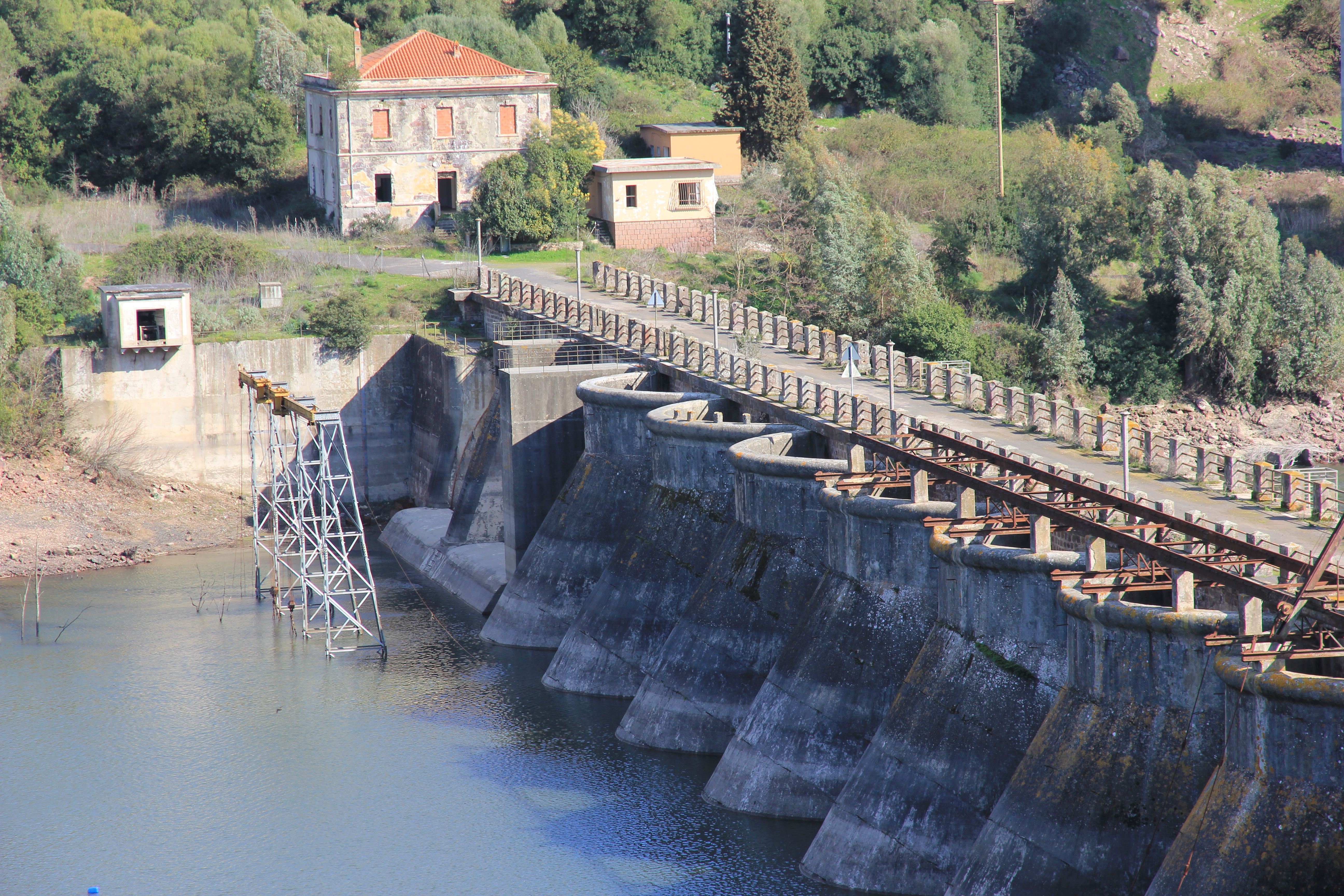
Pohled k domku obsluhy
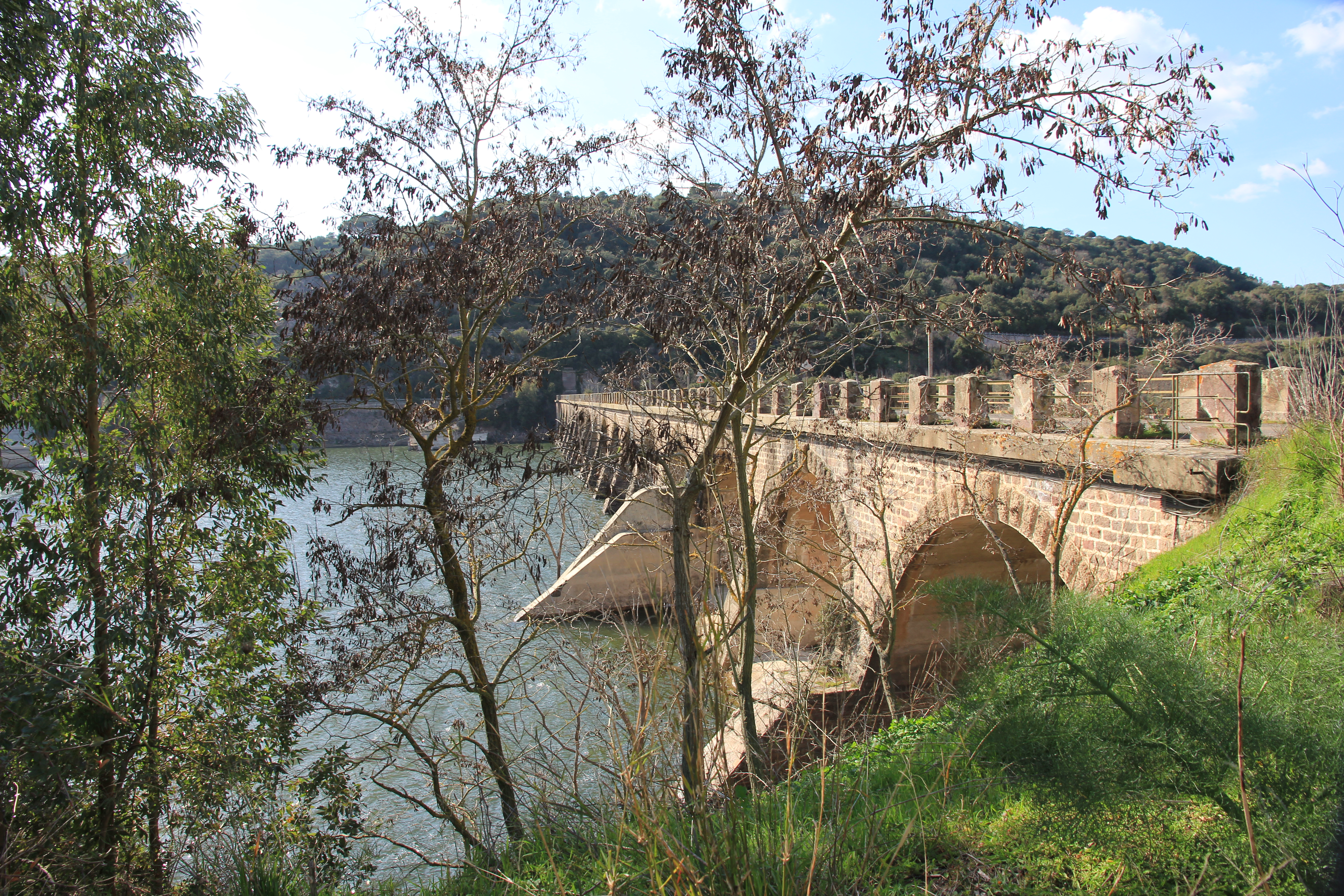
Výpustní pole
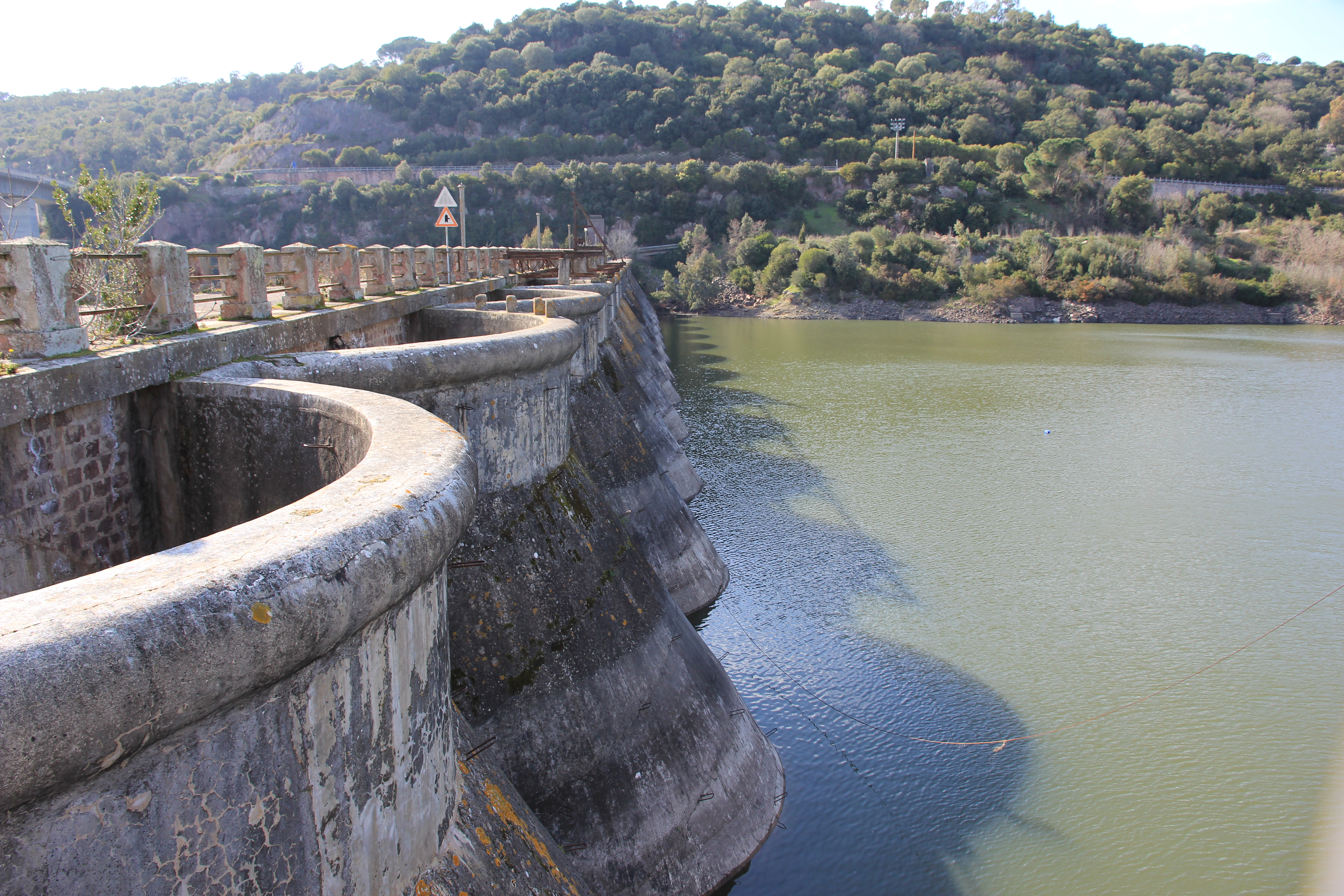
Detaily kleneb
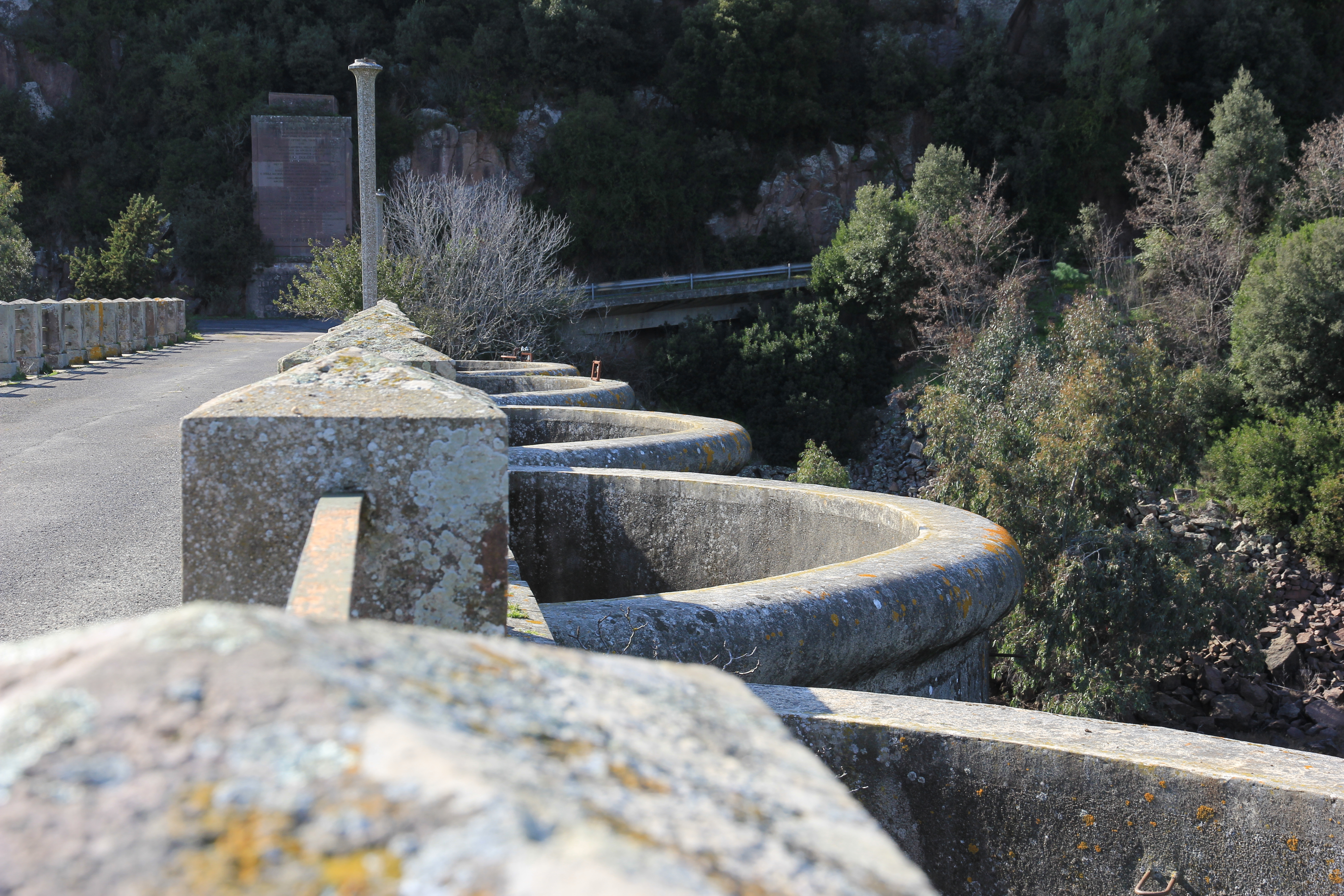
S patníky kdysi významné silnice
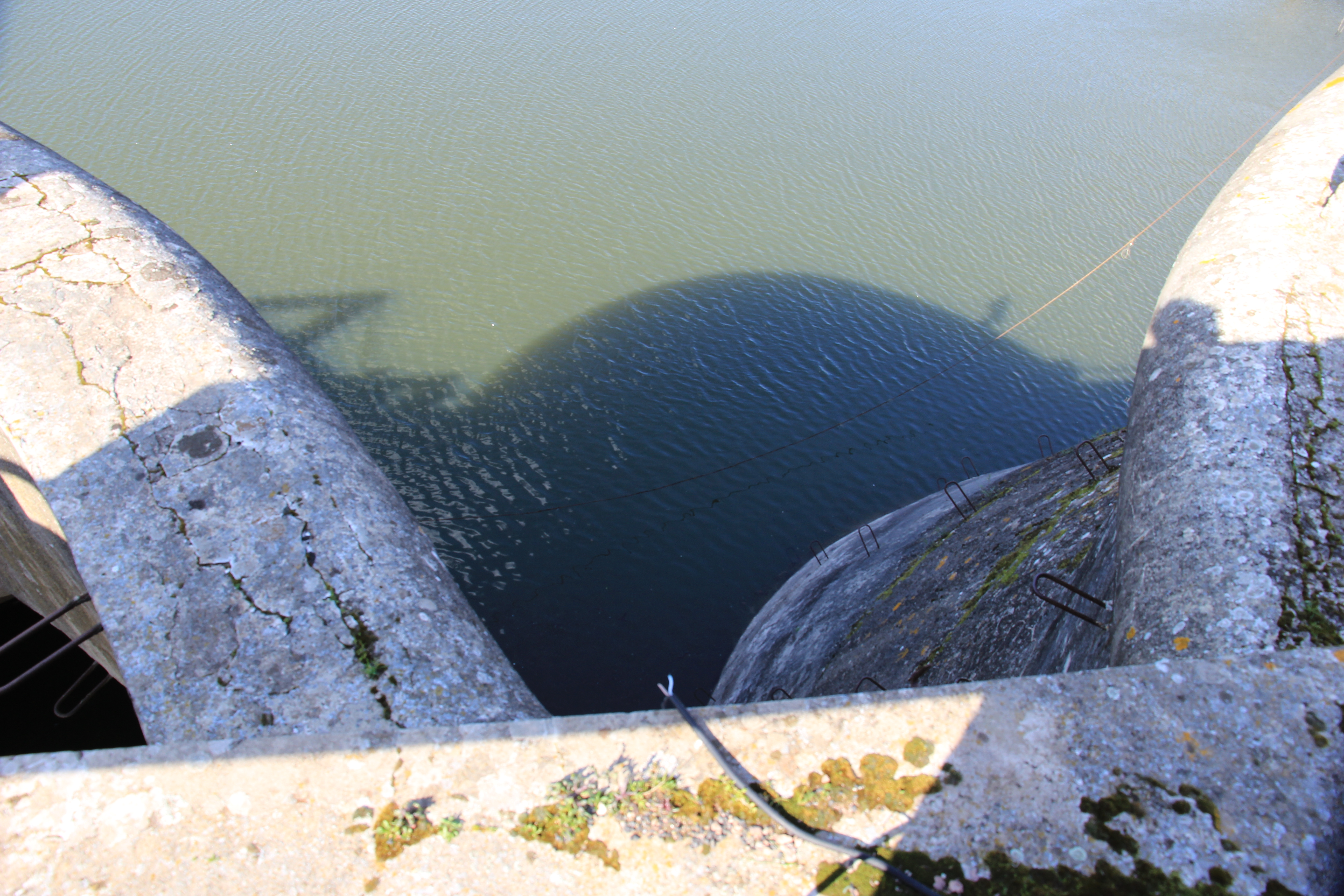
Navázání na pilíře
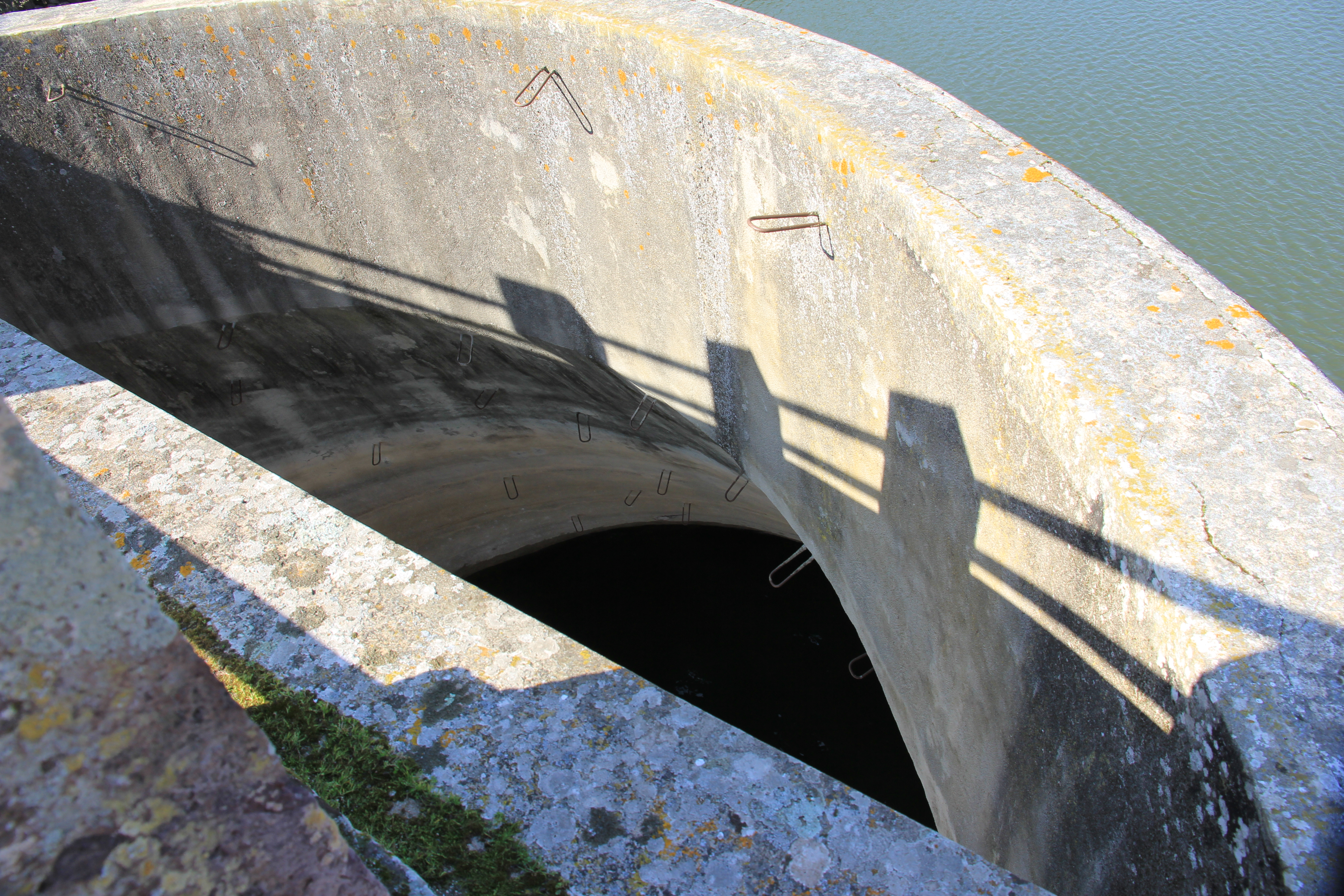
Pohled do zatopené propasti
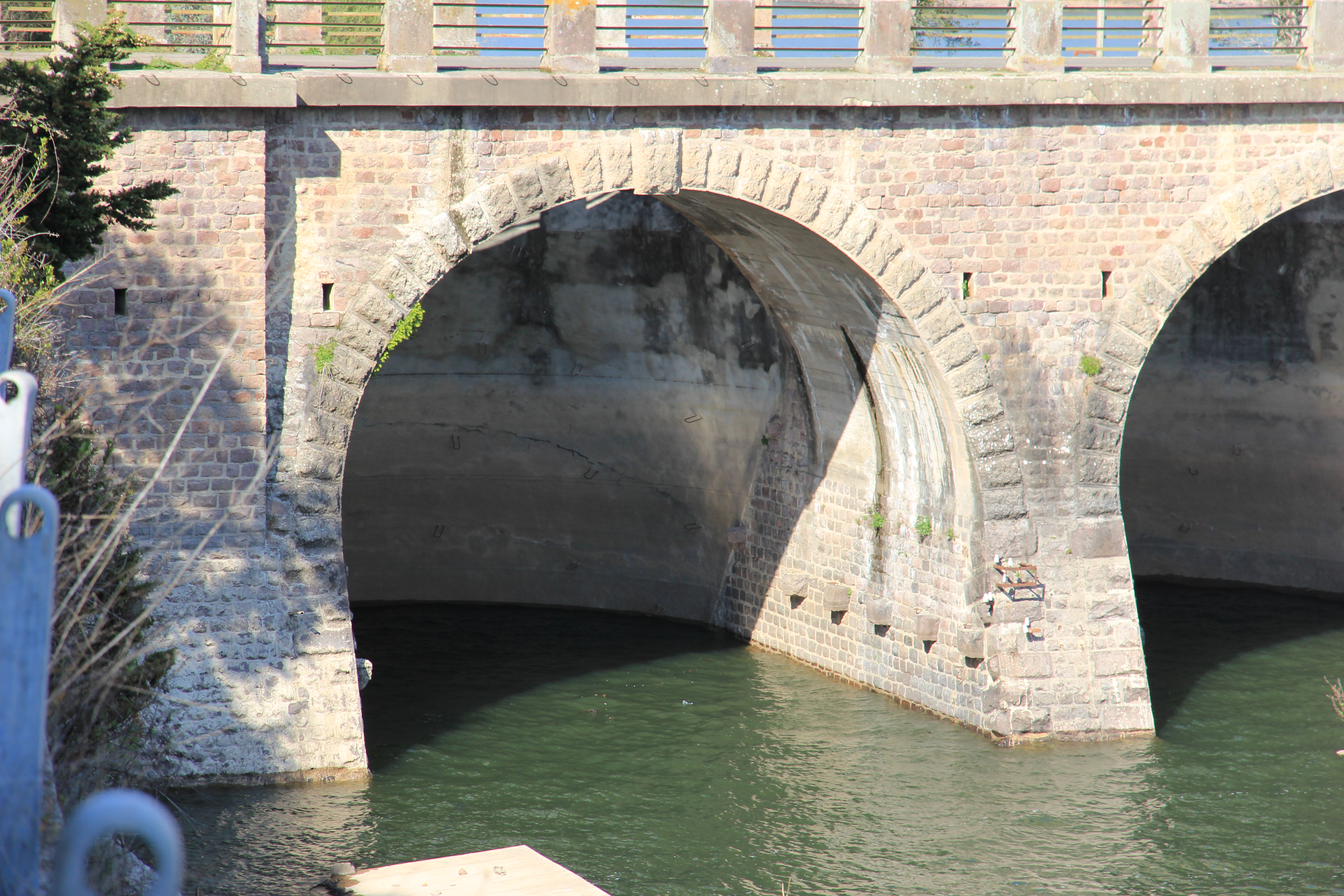
Pohled do vnitřku klenby
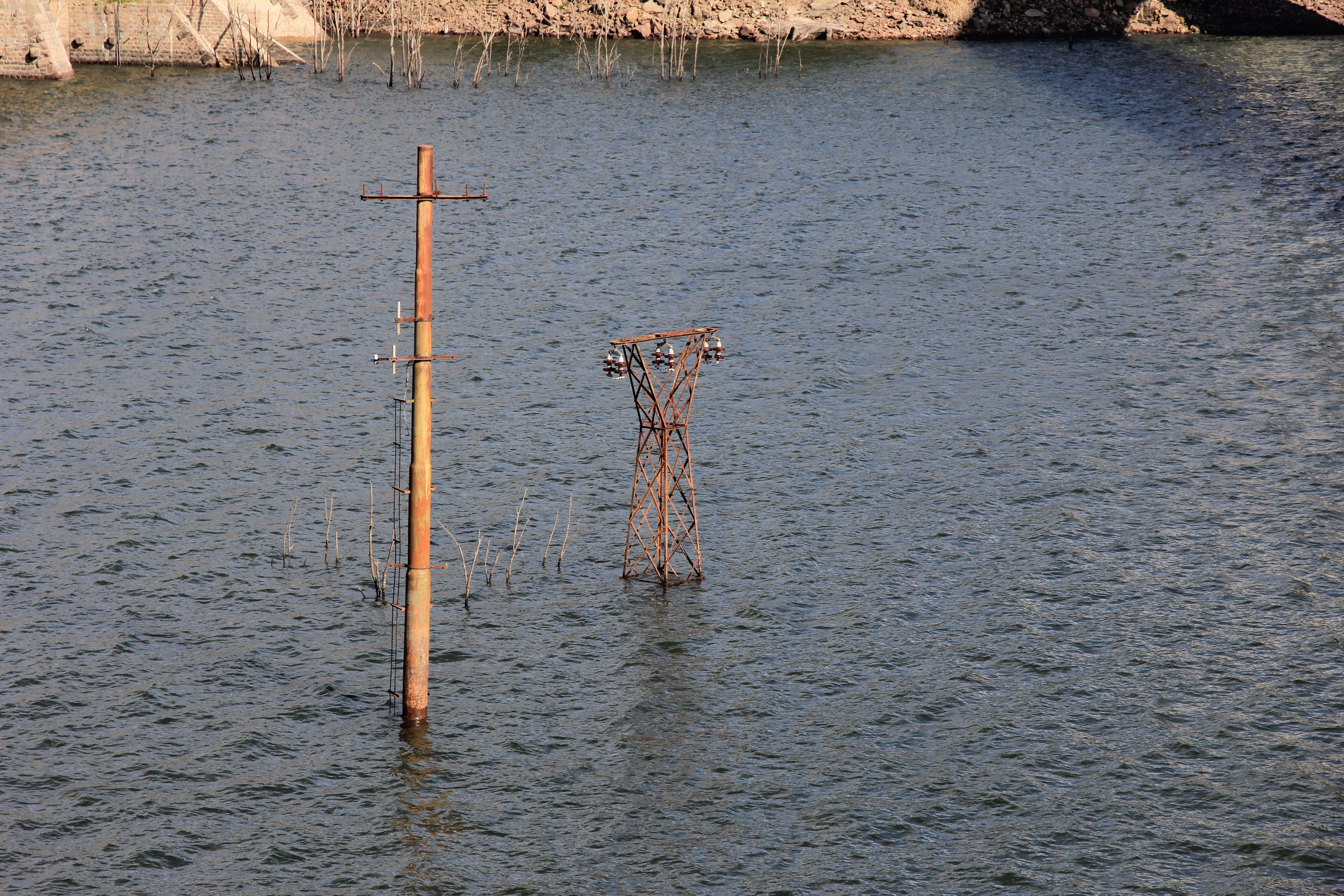
Zde proudilo 19 MW

## Popis
Přímočará více oblouková hráz o délce koruny 260 m je tvořena 17 zděnými kamennými pilíři spojenými betonovými oblouky svírajícími s rovinou základny 57 stupňů. Nadmořská výška koruny hráze je 112 m n. m. Výška hráze od paty je 70 metrů. Objem hráze je 165 000 m3. Síla pilířů se mění od 10 metrů v bázi po 2,5 metru na vrcholu, síla klenby od 1,65 m po 0,5 m. Prostor mezi pilíři je spojen s manipulačními ochozy. Přelivová pole odvíjí mezi 14.,15. a 16. pilířem při levém břehu a přeliv je veden po vyvýšeným pravém břehu. Propustnost 1600 m3/s byla podpořena spodními výpustmi.
Elektrárna je umístěna od levého břehu mezi 7 a 9 pilířem ve výduti kleneb. Francisova turbína při průměrném spádu 40 m podávala při hltnosti 17 m3/s výkon 19,2 MW. Průměrný roční průtok je odhadován na 8 m3/s.
Přehradní jezero, které dostalo po hlavním projektantu jméno Omodeo sbírá plochu z povodí 2 082 km2. Pod plochou 20,2 km2 se nacházel objem 403 milionů m3 vody. Plocha závlahy činila 70 000 ha půdy.
Při levém břehu stojí budovy pro obsluhu elektrárny, na vyvýšené plošině při pravém břehu byla umístěna vila ředitele elektrárny. Honosná dvoupatrová stavba s tenisovými kurty zanikla spolu s napouštěním jezera přehrady Eleonora d'Arborea. Její torzo slouží stavem svého ponoření jako signalizační plovák k rychlé orientaci o stavu hladiny.